# Шамбон (Ендр и Лоара)
Памбон (фр. Chambon) је насељено место у Француској у региону Центар, у департману Ендр и Лоара.
По подацима из 2011. године у општини је живело 309 становника, а густина насељености је износила 17,36 становника/km².

## Демографија
| 1962. | 1968. | 1975. | 1982. | 1990. | 2011. |
| ----- | ----- | ----- | ----- | ----- | ----- |
| 379   | 381   | 365   | 311   | 88    | 309   |